# Липери
Липери (фин. Liperi, швед. Libelits) — община на востоке Финляндии, в провинции Северная Карелия. Население общины составляет 12 253 человека (на 31 января 2011 года); площадь — 1 161,22 км². Плотность населения — 16,86 чел/км². Официальный язык — финский. Община расположена всего в 10 минутах езды от Йоэнсуу.
29 июля 2010 года в общине была зафиксирована самая высокая температура в Финляндии: 37,2°С.

## Населённые пункты
Основные деревни общины включают: Хяркинваара, Каатамо, Корпиваара, Маттисенлахти, Ристи, Роукалахти, Солокюля, Туръюнниеми, Вайвио, Вииниярви и Юлямюллю.

## Демография
На 31 января 2011 года в общине Липери проживало 12 253 человека: 6170 мужчин и 6083 женщины.
Финский язык является родным для 98,6 % жителей, шведский — для 0,11 %. Прочие языки являются родными для 1,25 % жителей общины.
Возрастной состав населения:
- до 14 лет — 18,97 %
- от 15 до 64 лет — 64,53 %
- от 65 лет — 16,64 %

Изменение численности населения по годам:
| Год  | Численность |
| ---- | ----------- |
| 1980 | 10737       |
| 1990 | 11500       |
| 2000 | 11479       |
| 2010 | 12271       |
| 2011 | 12253       |

## Галерея
- Вид на центральную часть общины

## Интересные факты
На территории общины Липери происходит действие повести Майю Лассила «За спичками», по которой в 1980 году Леонидом Гайдаем и Ристо Орко был снят одноимённый фильм.